# ادامو، بخش ویگرو
ادامو، بخش ویگرو (به لاتین: Adamów, Węgrów County) در لهستان است که در Gmina Wierzbno واقع شده‌است.